# Jardin botanique polaire et alpin de Kirovsk
Le jardin botanique polaire et alpin est le jardin botanique le plus septentrional du monde, puisqu'il se trouve à Kirovsk (oblast de Mourmansk), ville russe au-delà du cercle arctique, au pied des monts Khibiny. Il dépend de l'institut du même nom qui est l'un des onze instituts du centre scientifique de Kola de l'Académie des sciences de Russie. Quelques-uns des laboratoires de l'institut botanique se trouvent à Apatity, ville qui jouxte Kirovsk.
C'est le 26 août 1931 que la décision est prise de fonder le jardin avec la participation de l'académicien Alexandre Fersman qui découvrit les minéraux de la région et qui fut donc à l'origine des villes minières d'Apatity et de Kirovsk. Le projet est construit selon les plans du géobotaniste Nikolaï Avrorine (1906-1991) et porte son nom. Le jardin est dirigé par le docteur Vladimir Jirov, membre correspondant de l'Académie des sciences de Russie depuis 1998 et docteur en biologie.

## Description

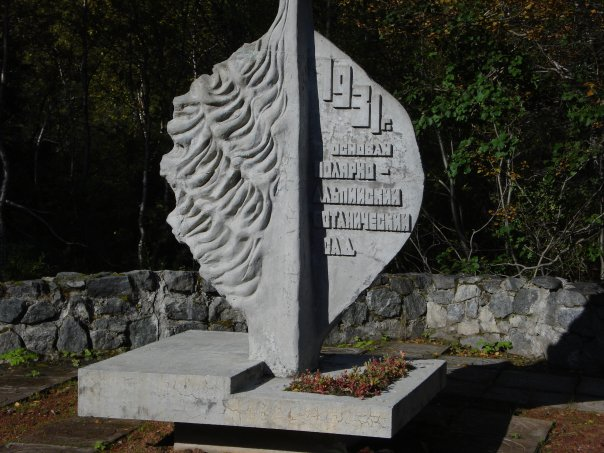
Entrée du jardin botanique

Le jardin botanique poursuit les buts suivants:
- Étude de la flore des Khibiny et du Nord russe et recherches sur la physiologie végétale, la pédologie, l'écophysiologie et l'écologie des arbres.
- Acclimatation et introduction de nouvelles plantes
- Production de plantes pour la population de l'oblast et les espaces verts des villes de l'oblast
- Expéditions et activités éducatives

Le jardin botanique s'étend sur 1 670 hectares avec une partie de réserve naturelle de 1 250 hectares regroupant plus de quatre cents espèces de plantes de l'oblast de Mourmansk. Elle se trouve au bord du cours inférieur de la rivière Voudyavrtchorr, au nord du lac Bolchoï Voudyavr, sur les pentes du mont Takhtarvoumtchorr, à 7 kilomètres du centre-ville et à 1,5 kilomètre du quartier montagnard de Koukisvoumtchorr. Dans la partie inférieure, ce sont 80 hectares qui sont consacrés au parc botanique, aux serres, et aux bâtiments de service. À quelques kilomètres vers Apatity, un espace naturel est consacré aux arbres du Grand Nord.
Le jardin possède également une serre tropicale et subtropicale ouverte au public sur rendez-vous qui se trouve en centre ville.

## Source
- (ru) Cet article est partiellement ou en totalité issu de l’article de Wikipédia en russe intitulé « Полярно-альпийский ботанический сад-институт » (voir la liste des auteurs).